# Enallagma insula
Enallagma insula är en trollsländeart som beskrevs av Fraser 1920. Enallagma insula ingår i släktet Enallagma och familjen dammflicksländor. Inga underarter finns listade i Catalogue of Life.